# 沙陀族
沙陀族（さだぞく、さたぞく）は、8世紀から10世紀頃まで、華北、オルドスから山西近辺の地域で繁栄したテュルク系民族の開いた突厥を構成した一部族。突厥崩壊後、吐蕃につき後に唐に帰服。雲州など現在の山西省北部に定着して、軍閥化して次第に漢化した。
いわゆる五代十国の華北を支配した五代王朝のうち後唐、後晋、後漢の三つは沙陀人の君主が沙陀系軍閥の軍事力を背景に建国しており、漢人系とされる孟知祥の地方政権である後蜀をはじめ、郭威、柴栄といった君主を戴く後周ですら、彼ら王朝創始者たちは沙陀族の劉知遠に見出されて沙陀系軍閥の一員として台頭し、やはりこの軍閥の軍事力を背景に建国している。その後全中華を統一した趙匡胤の宋朝もこの後周の国軍から台頭しており、沙陀系軍閥の系譜を濃厚に継承している。

## 沿革
突厥はかつて唐と並ぶ巨大帝国を築いていたが、8世紀半ば、ウイグルに滅ぼされる。しかし西突厥の構成員でテュルク系遊牧集団のひとつで処月と呼ばれた部族が華北地方に南下し、後世のオルドスを中心とした地域に盤踞し、沙陀突厥と称された。はじめ吐蕃に属していたが、8世紀半ば安史の乱が起きると、潼関を守る哥舒翰の軍に従軍し、唐と関係を持った。868年、龐勛の乱が起きると、朔州刺史になっていた沙陀族の朱邪赤心がこれを鎮定し、唐の皇帝より、唐室の姓である「李」と、「国昌」の名を与えられ「李国昌」と名乗り、有力軍閥となった。
つづいて875年、黄巣の乱が起きると、李国昌の子・李克用が黒い軍装で統一した鴉軍を率いて、山西から南下、黄巣を破って長安を奪回する功績を挙げる。黄巣軍はやがて朱全忠の寝返りによって瓦解するが、その朱全忠によって唐自体も滅亡させられる。「李」姓を嗣ぐ沙陀族は、自らを「唐の正統を継承する者」と位置づけ、李克用・李存勗の2代にわたって朱全忠の後梁と対立し、また北方の新興勢力契丹（キタイ）と連携・対立を繰り返しながら後梁を倒し、後唐王朝を建設する。
沙陀族系の王朝の特徴としては、実子と養子の格差があまりないことで、それ故に大きな権力を持った皇帝が崩ずると、後継をめぐって実子と養子との間で争いが起きることがあった。これは、もともと小規模勢力であり、しかも遊牧経済を営める草原を離れたこの軍事集団が、その中核軍事勢力を維持拡大していくために、首長層を含めた幹部武将たちが乱世で寄る辺を失った者たちなどから軍人、兵士として有能な者を見出しては養子とし、子飼いの配下として養父-養子ネットワークで構築された軍閥機構を構築していったことによると言われている。
李存勗の後を嗣いだ李嗣源は李克用の養子であり、李嗣源の後を嗣いだのは実子の李従厚ではなく、彼から皇位を簒奪した養子の李従珂であった。李嗣源の女婿石敬瑭は、李従珂を滅ぼすためキタイの傘下に入り、ついに李従珂を倒して後晋王朝を建てる。しかし、その実態はキタイの傀儡であり、国内は唐末期と同じく各地に軍閥が割拠する有様であった。石敬瑭の死後、宰相の馮道らは、石敬瑭の子ではなく、甥の石重貴を擁立するが、キタイ（遼）の怒りを招き、遼の太宗・耶律堯骨によって滅ぼされた。山西に拠った軍閥の劉知遠が後漢を建てるが、これも支配範囲は小さく、すぐに崩壊した。
五代十国時代のうち華北の「五代」の抗争は、実際には沙陀系王朝とキタイ族の遼との間の連携・離反の繰り返しであったともいえる。

## 沙陀族系の王朝
- 後唐（李克用・李存勗・李嗣源）
- 後晋（石敬瑭・石重貴）
- 後漢（劉知遠）
- 北漢（劉崇）